# Sivana bicolor
Sivana bicolor är en skalbaggsart som först beskrevs av Ludwig Ganglbauer 1886.  Sivana bicolor ingår i släktet Sivana och familjen långhorningar. Inga underarter finns listade i Catalogue of Life.